# Liste von Psychiatrien in Mecklenburg-Vorpommern
Die Liste von Psychiatrien in Mecklenburg-Vorpommern ist eine unvollständige Liste und erfasst ehemalige und aktuelle psychiatrische Fachkliniken des Landes Mecklenburg-Vorpommern.

## Liste
In chronologischer Reihenfolge:
| Name                                                                      | Ort                     | Gründung | Bemerkungen | Bild |
| ------------------------------------------------------------------------- | ----------------------- | -------- | --- | ---- |
| Universitätsmedizin Rostock                                               | Rostock                 | 1419     | |      |
| Landesirrenanstalt Domjüch                                                | Domjüchsee, Neustrelitz | 1805     | Bis zum Ende des 2. Weltkriegs als Zucht- und Irrenhaus genutzt. Bis 1993 von Gruppe der Sowjetischen Streitkräfte in Deutschland genutzt und nicht mehr betretbar. Heute stillstehend. |      |
| Carl-Friedrich-Flemming-Klinik                                            | Schwerin                | 1830     | |      |
| AMEOS Klinikum Ueckermünde                                                | Ueckermünde             | 1875     | Als „Provinzial-Irrenanstalt Ueckermünde“ gegründet. |      |
| Krankenhaus West (Stralsund)                                              | Stralsund               | 1912     | |      |
| Evangelisches Krankenhaus Bethanien                                       | Greifswald              | 1984     | |      |
| AMEOS Klinikum für Forensische Psychiatrie und Psychotherapie Ueckermünde | Ueckermünde             |          | |      |
| AHG Klinik Mecklenburg                                                    | Mecklenburg             |          | [ 1 ] |      |
| AHG Klinik Waren                                                          | Waren (Müritz)          |          | [ 2 ] |      |
| MediClin Müritz-Klinikum, Standort Röbel                                  | Röbel/Müritz            |          | |      |